# Plan de Ayala, Cuapiaxtla
Plan de Ayala är en ort i Mexiko.   Den ligger i kommunen Cuapiaxtla och delstaten Tlaxcala, i den sydöstra delen av landet, 150 km öster om huvudstaden Mexico City. Plan de Ayala ligger 2 444 meter över havet och antalet invånare är 501.
Terrängen runt Plan de Ayala är platt åt sydväst, men åt nordost är den kuperad. Runt Plan de Ayala är det ganska tätbefolkat, med 239 invånare per kvadratkilometer. Närmaste större samhälle är Huamantla, 19,6 km väster om Plan de Ayala. Omgivningarna runt Plan de Ayala är en mosaik av jordbruksmark och naturlig växtlighet.